# سازمان مردم‌نهاد بین‌المللی

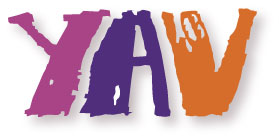
آرم سازمان مردم نهاد بین‌المللی

سازمان مردم نهاد بین‌المللی (انگلیسی: International non-governmental organization) دارای ماموریت مشابهی همانند سازمان مردم نهاد دارد اما دامنه عملکرد آن بین‌المللی است و معمولاً پایگاه‌هایی در اطراف دنیا دارد و بر روی مسائل مشخص در بسیاری از کشورها تمرکز دارد. البته نباید چنین سازمانی را با  سازمان دولتی بین‌المللی نظیر سازمان ملل و سازمان بین‌المللی کار اشتباه گرفت.